# الجيش البريطاني خلال الحروب النابليونية

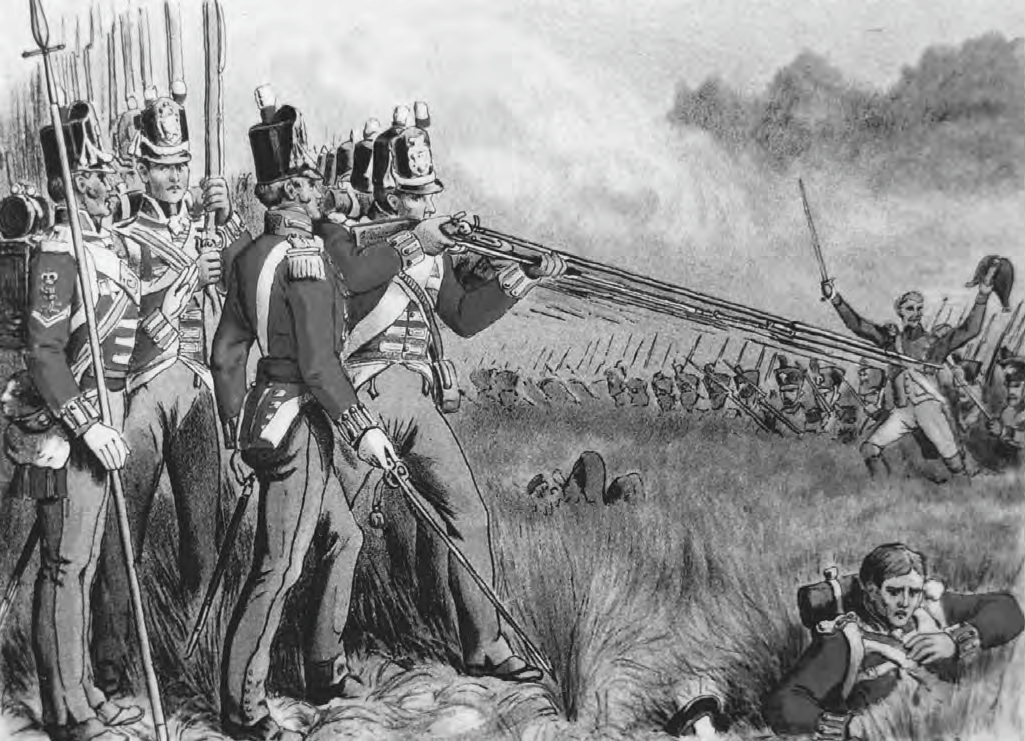
الجنود البريطانيون في معركة نابليون: تحضير لصد هجوم العمود الفرنسي

شهد الجيش البريطاني خلال الحروب النابليونية فترة من التغيير السريع. كان الجيش، في بداية الحروب الثورية الفرنسية عام 1793، عبارة عن قوة صغيرة تُدار بشكل غير ملائم ومكونة من 40,000 رجل بالكاد. تزايدت أعداد الجيش بشكل كبير بحلول نهاية  تلك الفترة. احتوى الجيش النظامي في ذروته، عام 1813، على أكثر من 250,000 رجل. كانت المشاة البريطانية هي «القوة العسكرية الوحيدة التي لم تعاني من تراجع كبير على أيدي فرنسا النابليونية».

## البنية
كان الجيش، عام 1793، قبل وقت قصير من انخراط بريطانيا في الحروب الثورية الفرنسية، يتألف من ثلاثة أفواج من سلاح الفرسان الملكي، و27 فوجًا من سلاح الفرسان، وسبع كتائب في ثلاثة أفواج من حرس المشاة، و81 كتيبة في 77 من أفواج المشاة المرقمة، وفيلقين استعماريين (واحد في نيو ساوث ويلز وواحد في كندا). كانت هناك 36 مجموعة مستقلة من الجنود غير الصالحين للخدمة، تُعرف كل منها باسم قائدها، منتشرة في الحاميات والقلاع في جميع أنحاء بريطانيا العظمى.
كان سلاح المدفعية، الذي يديره بشكل منفصل مجلس العتاد الحربي، يضم 40 مجموعة موزعة في أربع كتائب من مدفعية المشاة، و10 مجموعات في كتائب غير صالحة للخدمة، ومجموعتين مستقلتين في الهند ومجموعة طلاب عسكريين. أُنشئت قوتين من مدفعية الفرس الملكي. كان فيلق المهندسين الملكي وفيلق المهندسين غير الصالحين للخدمة هيئات متخصصة من الضباط. تألفت فيالق الصناع العسكريين الملكية من ست مجموعات. كانت هناك أيضًا مجموعتان مستقلتان من الصناع.

## التجنيد
قُسمت بريطانيا خلال الجزء الأخير من القرن الثامن عشر إلى ثلاث مناطق تجنيد -إذ أُطلق على إنجلترا وويلز عمومًا بريطانيا الجنوبية- والتي قُسمت بشكل إضافي إلى مناطق لها مقراتها الرئيسية. كانت لإيرلندا مقاطعات وتنظيمات منفصلة، وكانت اسكتلندا، أو بريطانيا الشمالية، منطقة إدارية واحدة. كانت مسؤولية الدفاع عن الوطن وإنفاذ القانون والحفاظ على النظام تقع في المقام الأول على عاتق الميليشيا والكتائب الملكية للمحاربين القدامى واليومانري (اسم يستخدمه عدد من الوحدات الفرعية في احتياطي الجيش البريطاني) والفينسيبلز (أفواج بريطانية نشأت في المملكة المتحدة والمستعمرات التابعة لها). كان هناك هيكل آخر من تجنيد المناطق والأقسام الفرعية إلى جانب هذا الهيكل.
استمد الجيش البريطاني العديد من مجنديه الأغرار من الطبقات الدنيا في بريطانيا. نظرًا إلى أن حياة الجيش كانت قاسية وتعويضاتها متدنية، فقد اجتذبت بشكل أساسي أولئك الذين كانت حياتهم المدنية أسوأ. قال دوق ولنغتون نفسه إن العديد من الرجال «يتطوعون لأن لديهم أطفال غير شرعيين، بعضهم لارتكاب جرائم بسيطة، بعضهم للشرب». قال مرة إنهم كانوا «حثالة الأرض؛ إنه لأمر رائع حقًا أن نحولهم إلى الزملاء الجيدين الذين أصبحوا عليه». ولكن في اسكتلندا، جُنّد عدد من الرجال بسبب انهيار تجارة النسيج، وقد كانوا من الحرفيين المهرة أو حتى الأسر من الطبقة المتوسطة. قام معظم الجنود في ذلك الوقت بالتوقيع على عقد مدى الحياة مقابل «مكافأة» بقيمة 23 جنيهًا إسترلينيًا و7 شلنات و6 بنسات، ذهب الكثير منها بتكلفة تجهيز «الضروريات»، ولكن قُدّم نظام «خدمة محدودة» (سبع سنوات للمشاة، وعشر لسلاح الفرسان والمدفعية) عام 1806 لجذب المجندين. بدأ الجنود منذ عام 1800 فصاعدًا في الحصول على بدل نقدي يومي للبيرة بالإضافة إلى أجورهم العادية؛ بدأ هذا التقليد بناءً على أوامر دوق يورك. بالإضافة إلى ذلك، أُلغيت العقوبة البدنية بسبب العدد الكبير من الجرائم البسيطة (بينما كانت لا تزال باقية لمعاقبة التقصير الشديد في أداء الواجب) وأُنشئ نظام شرونكليف للمشاة الخفيفة عام 1803، إذ دُرّس فيه المناوشات والاعتماد على الذات والمبادرة. لم يستخدم البريطانيون التجنيد الإجباري لتعزيز أعداد الجيش، على عكس الجيوش الأخرى في ذلك الوقت، فقد بقي التجنيد طوعياً.

## شبكة الدعم المدني
حشدت بريطانيا شبكة دعم مدني واسعة لدعم جنودها البالغ عددهم مليون جندي. تستكشف المؤرخة جيني أوغلو (2015) العديد من الروابط بين الجيش وشبكة الدعم التابعة له، كما لخصته مراجعة لكتابها من قِبل كريستين هاينز:
مجموعة كاملة من المدنيين والجهات الفاعلة الأخرى، بما في ذلك: مقاولو الجيش، الذين قدموا كميات هائلة من الخيام وحقائب الظهر والمقاصف والأزياء الرسمية والأحذية والبنادق والبارود والسفن والخرائط والتحصينات واللحوم والبسكويت؛ بالإضافة إلى المصرفيين والمضاربين، الذين مولوا الإمدادات بالإضافة إلى الإعانات لحلفاء بريطانيا... ووكلاء الإيرادات، الذين جمعوا مجموعة واسعة من الضرائب المفروضة لتمويل الحروب؛ والمزارعين الذين نمت حظوظهم وسقطت ليس فقط مع الطقس بل ومع الحرب أيضًا؛ والنخبة، الذين واظبوا وسط الحرب على نفس الروتين القديم والملاهي؛ والعمال، حين أوجد سياق الحرب فرصًا لوظائف جديدة وأجور أعلى ولكن المظالم أيضًا أدت إلى الإضرابات وأعمال الشغب؛ والفقراء، الذين عانوا الكثير من هذا........ والنساء اللواتي شاركن في الحرب ليس فقط باعتبارهن قرباء للمقاتلين بل كبائعات للمؤن، وبغايا، وغسّالات، وغازلات، وصانعات ضمادات، وناقلات للأخبار في غرف الاستقبال.

## المشاة
كان هناك ثلاثة أفواج من حرس المشاة، يتضمن كل منها كتيبتين أو ثلاث كتائب. كان الكثير من المجندين في حرس المشاة يختلفون قليلًا عن المجندين في أفواج أخرى في الخلفية والسمات الطبيعية، لكنهم تلقوا تدريبًا ممتازًا، وكانوا يحصلون على أجور أفضل، ولديهم دوافع عالية ويتوقع منهم الحفاظ على الانضباط الصارم.
كان هناك في نهاية المطاف 104 فوج في السلسلة العسكرية. أُعطيت الأفواج أرقامًا، ثم أُعطيت تسميات إقليمية بدايةً من عام 1781، والتي مثلت تقريبًا المنطقة التي سُحب الجنود منها. لم تكن هذه التسميات محصورة تمامًا، وكانت معظم الأفواج تحتوي على نسبة كبيرة من الإنجليزيين والإيرلنديين والاسكتلنديين والويلزيين معًا، باستثناء بعض الأفواج التي خُصصت عن عمد. احتوت غالبية الأفواج على كتيبتين، في حين كان بعضها يحتوي على كتيبة واحدة فقط. كانت هناك حالة واحدة خاصة في كتيبة المشاة رقم 60، إذ احتوت في نهاية المطاف على سبع كتائب. فُرِّقت الكتائب في جميع أنحاء الجيش. كان من النادر أن تخدم كتيبتان من أي فوج في نفس اللواء.

## الفرسان
كان سلاح الفرسان «الثقيل»، في بداية الحروب الثورية الفرنسية، يعادل فرسان الدراغون (فئة من المشاة المثبتين الذين يستخدمون الخيول للتنقل) أو سلاح الفرسان «المتوسط» في الجيوش الفرنسية وغيرها. كان سلاح الفرسان يتألف من ثلاثة أفواج من سلاح الفرسان الملكي، وسبعة أفواج من حراس الدراغون وستة أفواج من الدراغون. كان حراس الدراغون ضمن أفواج سلاح الفرسان الثقيل في القرن الثامن عشر، ولكن حُولوا إلى خيّالة متنقلين لتوفير المال. ارتدى سلاح الفرسان الثقيل زيًا أحمر وقبعات ذات ذراعين. من عام 1796، كانوا مسلحين بسيف سلاح الفرسان الثقيل 1796، وهو سيف ثقيل كان يُعتقد أنه عديم الجدوى بسبب خاصية الطعن لديه، كما حملوا بندقية كاربين طويلة. (ارتدى اسكتلنديو غراي (فوج فرسان في الجيش البريطاني امتد من عام 1707 وحتى 1971) غطاء رأس جلد الدببة وكان لديهم سيف منحنٍ أكثر).
تتألف وحدات سلاح الفرسان الخفيف من أربعة عشر فوجًا من سلاح فرسان دراغون الخفيف، التي تشكلت خلال القرن الثامن عشر للقيام بأدوار الاستطلاع والدوريات. كانت الأفواج في كثير من الحالات تتألف في الأصل من قوات مرتبطة بأفواج ثقيلة قبل أن تُفصل ويُوسّع نطاقها. أُنشئت بعض الأفواج خصيصًا للخدمة في مستعمرات ما وراء البحار؛ خدمت أفوج الدراغون الخفيفة رقم 19 و25 (في وقت لاحق 22) في الهند، وذهب الفوج 20 للخدمة في جامايكا. ارتدت الفرسان الخفيفة سترات قصيرة زرقاء مضفورة وخوذة تارلتون الجلدية التي كان فيها مشط من الصوف السميك. كانوا مسلحين بسيوف الفرسان الخفيفة طراز 1796، والتي كانت منحنية بشكل حاد للغاية وتستخدم بشكل عام للذبح فقط. في وقت لاحق من هذه الفترة، حمل سلاح الفرسان الخفيف بندقية كاربين قصيرة أُطلق عليها اسم «باجيت»، التي كان لها مدك مثبت بواسطة دوارة للاستخدام المريح.